# Thomas Riley Marshall

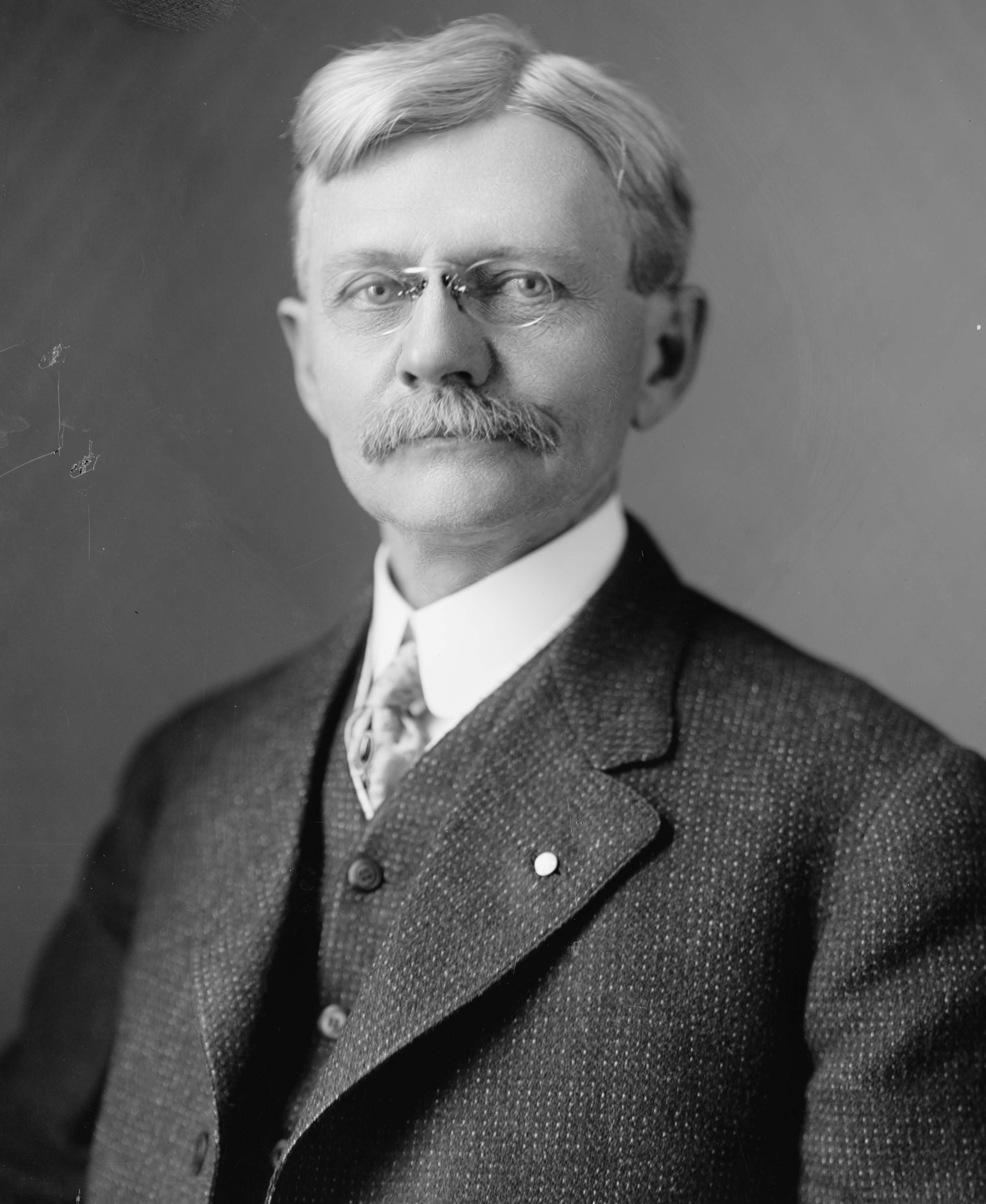
Thomas Riley Marshall

Thomas Riley Marshall (* 14. März 1854 in North Manchester, Wabash County, Indiana; † 1. Juni 1925 in Washington, D.C.) war ein US-amerikanischer Politiker (Demokratische Partei) und von 1913 bis 1921 der 28. Vizepräsident der Vereinigten Staaten unter Woodrow Wilson. Er amtierte außerdem zwischen 1909 und 1913 als der 27. Gouverneur von Indiana.

## Frühe Jahre
Thomas Marshall wurde als Sohn des Arztes Daniel Miller Marshall und dessen Frau Martha Ann Patterson geboren und besuchte die örtlichen Schulen seiner Heimat. Im Jahr 1873 absolvierte er das Wabash College. Danach studierte er Jura. Nach seinem erfolgreichen Examen und seiner Zulassung als Rechtsanwalt im Jahr 1875 eröffnete er in Columbia City eine Kanzlei. Am 2. Oktober 1895 heiratete er die Beamtentochter Lois Irene Kimsey. Das Ehepaar hatte keine Kinder, kümmerte sich aber ab 1917 um den erkrankten Sohn eines befreundeten Ehepaares, den 1916 geborenen Clarence Ignatius Morrison. Das Kind, „Izzy“ genannt, starb im Februar 1920 kurz vor seinem vierten Geburtstag.

## Gouverneur von Indiana
Bis 1908 war Marshall nur auf lokaler Ebene politisch aktiv gewesen. Im Jahr 1908 wurde er unerwartet als Kompromisskandidat seiner Partei (Dark Horse Candidate) für die Gouverneurswahlen nominiert und anschließend von den Bürgern Indianas in dieses Amt gewählt. Seine vierjährige Amtszeit begann am 11. Januar 1909. In dieser Zeit hat er das von seinem Vorgänger Frank Hanly erlassene Sterilisationsgesetz wieder außer Kraft gesetzt. Darüber hinaus wurde ein neues Kinderschutzgesetz in Indiana eingeführt. Hinzu kamen ein neues Arbeitsrechtsgesetz und eine Verordnung zur Wählererfassung (Voters Registration Law). Andere Pläne, wie zum Beispiel eine Verfassungsreform, konnte Marshall dagegen nicht durchsetzen. Erwähnenswert ist noch, dass während seiner Amtszeit als Gouverneur in Indiana keine Hinrichtungen vollzogen wurden. Marshalls Amtszeit endete am 13. Januar 1913.

## Vizepräsident der USA

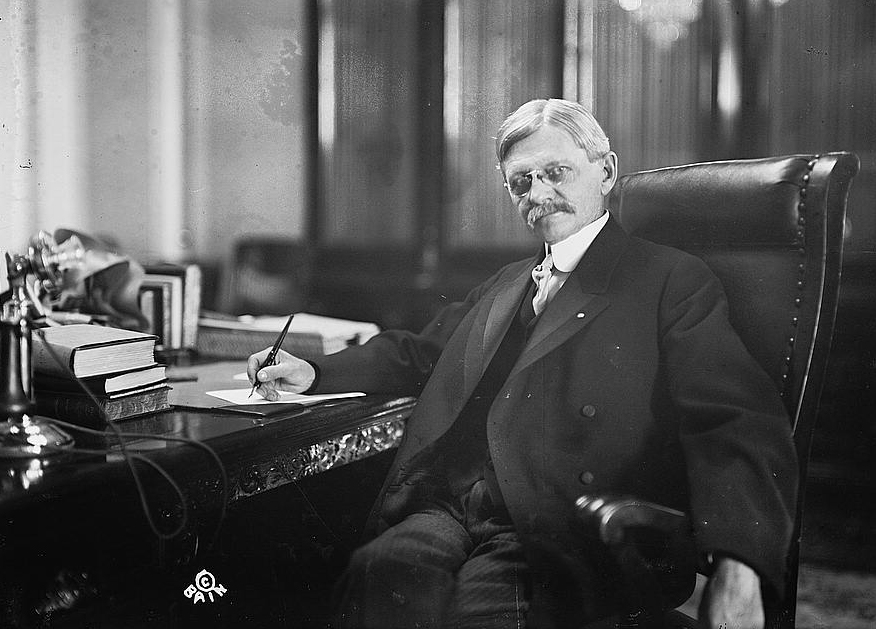
Vizepräsident Marshall in seinem Büro

Auf der Democratic National Convention im Jahr 1912 wurde Marshall von den Delegierten als möglicher Präsidentschaftskandidat vorgeschlagen. Nach einigen Diskussionen einigte sich der Parteitag aber auf Woodrow Wilson als Spitzenkandidaten. Marshall wurde hingegen als Wilsons Running Mate für die Vizepräsidentschaft nominiert. Nach dem demokratischen Wahlsieg bei den Präsidentschaftswahlen konnten beide Männer ihre jeweiligen Ämter am 4. März 1913 antreten. Das Verhältnis zwischen Marshall und Wilson war eher unterkühlt. Obwohl er immer zu den Kabinettssitzungen eingeladen wurde, wurden seine Vorschläge kaum berücksichtigt. Im Vorfeld der Wahl 1916 traten einige Demokraten sogar für einen anderen Vizepräsidentschaftskandidaten ein. Wilson aber bestand im Interesse der Einheit der Partei auf Marshall als Vizepräsident. Damit wurde Marshall der erste Vizepräsident seit John C. Calhoun im Jahr 1828, der in eine zweite Amtszeit gewählt wurde. Seine zweite Amtszeit begann am 4. März 1917.
Die zweite Amtszeit war von den Ereignissen des Ersten Weltkrieges überschattet. Marshall musste durch das Land reisen und für den Kauf von Staatsanleihen werben sowie die Politik der Bundesregierung erläutern und um Unterstützung der Kriegsanstrengungen werben. Da Präsident Wilson sich nach Ende des Krieges 1919 für die Verhandlungen zur Gründung des Völkerbundes und über die Pariser Vorortverträge in Europa aufhielt, führte Marshall einen Großteil der Amtsgeschäfte. Er weigerte sich aber, nachdem Wilson aufgrund eines Schlaganfalles im Oktober 1919 nicht mehr in der Lage war, seine Aufgaben zu erfüllen, dies feststellen zu lassen und als erster Acting President die Amtsgeschäfte zu führen, da das dazu nötige Verfahren unklar war. Allerdings hat man ihm auch den tatsächlichen Gesundheitszustand Wilsons verschwiegen. Seine wie auch Wilsons Amtszeit endete turnusgemäß im März 1921. Seine Nachfolge als Stellvertreter des Präsidenten trat Calvin Coolidge an.

## Weiterer Lebenslauf

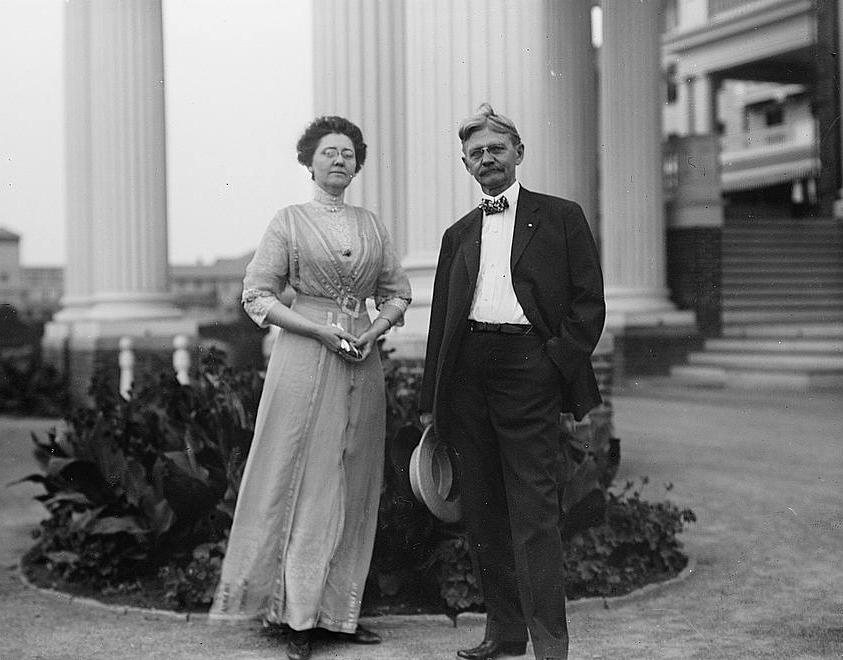
Marshall mit seiner Ehefrau Lois

Nach dem Ende seiner Amtszeit als Vizepräsident zog sich Marshall aus der Politik zurück und wurde wieder als Anwalt tätig. Er war auch Kurator des Wabash College und reiste durch das Land und hielt Vorträge. Am 1. Juni 1925 starb er in der Bundeshauptstadt Washington, D.C.
Nach ihm ist der Ort Marshall in Alaska benannt.